# خواب و خیال
خواب و خیال فیلمی به کارگردانی مجید محسنی و نویسندگی مجید محسنی و معزدیوان فکری محصول سال ۱۳۳۴ است.

## داستان
مجید جوانی خجول و ترسو است و تنها در خیال خود را پهلوان می‌بیند...

## بازیگران
- مجید محسنی
- سودابه
- مورین
- احمد قدکچیان
- رستم خانی
- محمود لطفی
- منصور سپهرنیا